# Пронин, Руслан Михайлович
Русла́н Миха́йлович Про́нин (род. 29 августа 1970, Москва, СССР) — российский артист балета, солист Большого театра в 1988—2008 годах), педагог, балетмейстер-репетитор, заведующий балетной труппой Большого театра в 2011—2013 годах, Заслуженный артист России (2008). С 2023 года является главным балетмейстером  Азербайджанского Академического театра оперы и балета имени М. Ф. Ахундова

## Биография
Руслан Пронин родился 29 августа 1970 года в Москве. В возрасте семи лет начал занятия танцами в Ансамбле песни и танца им. Локтева. В возрасте десяти лет поступил в Московское хореографическое училище, после его окончания в 1988 году по классу профессора Алексея Закалинского был принят в балетную труппу Большого театра, где его педагогами были Борис Акимов, Виктор Барыкин, Василий Ворохобко, Николай Симачёв.
В 1992 году окончил Московский государственный институт хореографии по специальности «Хореография с правом преподавания».
В 2001 году выступал в антрепризе Нины Ананиашвили и Алексея Фадеечева, где стал первым исполнителем сольной партии в балете «Между небом и землей» (балетмейстер Т. Макинтайр).
В 2007 году выступил в балете «Вываливающиеся старухи» на музыку Л. Десятникова (хореография А. Ратманского), показанном сначала на фестивале «Территория», а затем в рамках «Мастерской новой хореографии».
В апреле 2011 года по завершении сценической карьеры становится заведующим балетной труппой Большого театра.
С 2013 года ассистент-балетмейстер Юрия Григоровича. Осуществляет постановки его балетов по всему миру.
2013 год — «Спартак» А. Хачатуряна, балетмейстер — Юрий Григорович, Ляонинский балет (выступления на сцене Национального центра исполнительских искусств в Пекине)
2014 год — «Спартак» А. Хачатуряна, балетмейстер — Юрий Григорович, Национальный академический театр оперы и балета «Астана Опера»
2014 год — «Щелкунчик» П. И. Чайковского, балетмейстер — Юрий Григорович, «Астана Опера».
2015 год — «Ромео и Джульетта»  П. И. Чайковского, балетмейстер — Юрий Григорович, Ляонинский балет (выступления на сцене Национального центра исполнительских искусств в Пекине).
2016 год — «Спартак» А. Хачатуряна, балетмейстер — Юрий Григорович, Корейский национальный балет в Сеуле.
2016 год — «Спартак» А. Хачатуряна, балетмейстер — Юрий Григорович, Национальный академический театр оперы и балета им. А. Спендиаряна в Ереване.
2016 год — «Спартак» А. Хачатуряна, балетмейстер — Юрий Григорович, Баварская Опера в Мюнхене.
2017 год — «Спартак» А. Хачатуряна, балетмейстер — Юрий Григорович, Королевский балет Фландрии в Антверпене.
2018 год — «Раймонда» А. Глазунова, балетмейстер — Юрий Григорович, Театр оперы и балета им. Д. А. Хворостовского в Красноярске.
2019 год — «Легенда о любви» А. Меликова, балетмейстер — Юрий Григорович, Театр «Астана Балет».
2020 год — «Легенда о любви» А. Меликова, балетмейстер — Юрий Григорович, Азербайджанский театр оперы и балета имени М. Ф. Ахундова.

### Семья
Жена — Цветницкая Оксана Олеговна (р. 1966), балерина Большого театра (1987—2002).
Дочь — Дарья (р. 1995).

## Репертуар
В Большом театре:
- 1988 — опера «Иван Сусанин» (М. Глинка), хореография Ростислава Захарова — Мазурка, Краковяк
- 1990 — «Любовью за любовь» (Т. Хренников), балетмейстер Вера Боккадоро — Клавдио
- 1990 — «Щелкунчик» (П. Чайковский),  балетмейстер Ю. Григорович — Китайская кукла
- 1991 — «Жизель» (А. Адан), хореография Ж. Коралли, Ж. Перро, М. Петипа, редакция Ю. Григоровича — Вставное па-де-де
- 1992 — «Корсар»  (А. Адан), хореография М. Петипа,  редакция К. Сергеева — па-де-де купца и невольницы
- 1992 — «Лебединое озеро» (П. Чайковский), хореография А. Горского, М. Петипа, Л. Иванова, редакция Ю. Григоровича — Ротбарт
- 1993 — «Блудный сын» (С. Прокофьев), балетмейстер Джордж Баланчин — Блудный сын
- 1993 — «Спартак» (А.Хачатурян), балетмейстер Ю. Григорович — Пастух
- 1994 — «Баядерка» (Л. Минкус), хореография М. Петипа,  редакция Ю. Григоровича — Золотой Божок
- 1994 — «Дон Кихот» Л. Минкуса, хореография М. Петипа,  А. Горского, редакция Ю. Григоровича — Джига
- 1995 — «Легенда о любви» А. Меликова, хореография Ю. Григоровича — Шут
- 1996 — «Последнее Танго» (А. Пьяцолла), балетмейстер Вячеслав Гордеев — Том
- 1997 — «Лебединое озеро» (П.И. Чайковский),  хореография А. Горского, М. Петипа, Л. Иванова, редакция В. Васильева — друзья Принца
- 1997 — «Раймонда» А. К. Глазунова, хореография М. Петипа,  редакции Ю. Григоровича  — Бернар
- 1998 — «Жизель» А. Адана, хореография Ж. Коралли, Ж. Перро, М. Петипа, редакция В. Васильева — Илларион
- 1998 — «Спящая красавица» П. Чайковский, хореография М. Петипа  в редакции Ю. Григоровича  — Кот в Сапогах
- 1998 — опера «Иван Сусанин» М. Глинки, хореография Ростислава Захарова — Вальс
- 1998 — «Спартак» А. Хачатуряна, балетмейстер Юрий Григорович —  Гладиатор
- 2000 — «Русский Гамлет», балетмейстер Борис Эйфман — Сын Императрицы
- 2000 — «Жизель» А. Адана, хореография Ж. Коралли, Ж. Перро, М. Петипа, редакция Юрия Григоровича — Ганс
- 2003 — «Светлый ручей», балетмейстер А. Ратманский — Гармонист
- 2003 — «Ромео и Джульетта», постановка Деклана Доннеллана, балетмейстер Раду Поклитару — Падре Лоренцо
- 2003 — «Раймонда» А. К. Глазунова, хореография М. Петипа, редакции Ю. Григоровича — Беранже
- 2003 — «Щелкунчик» П.И. Чайковского, балетмейстер Юрий Григорович — Индийская кукла
- 2004 — «Магриттомания», балетмейстер Юрий Посохов — Три солиста
- 2004 — «Анюта», балетмейстер Владимир Васильев — Модест Алексеевич
- 2004 — «Леа», балетмейстер Алексей Ратманский — Меер
- 2005 — «Сон в летнюю ночь», балетмейстер Джон Ноймайер — Основа (Пирам)
- 2007 — «Корсар» (А. Адан), хореография М. Петипа, редакция А. Ратманского, Ю. Бурлаки — Евнух
- 2007 — «Щелкунчик», балетмейстер Юрий Григорович — Дроссельмейер
- 2008 — «Пламя Парижа», балетмейстер Алексей Ратманский с использованием хореографии Василия Вайнонена — марсельский танец

## Звания и награды
2008 — Заслуженный артист Российской Федерации